# Моссон, Жорж
Жорж Моссон (фр. George Mosson; 2 февраля 1851, Экс-ан-Прованс — 3 сентября 1933, Берлин) — немецкий художник французского происхождения. Известен, прежде всего, цветочными натюрмортами, а также ландшафтами и портретами.

## Биография
Моссон родился в 1851 году в местечке Экс-ан-Прованс в Южной Франции. В возрасте 14 лет он приехал в 1865 году в Берлин, где закончил своё школьное образование. Его художественное образование началось с учёбы в Берлинской академии у Карла Штеффека и Германа Фрезе, затем он поступил в художественную школу Веймара. С 1884 года Моссон выставлялся в Берлине.
В 1892 году Жорж Моссон был соучредителем Vereinigung der XI (Объединение одиннадцати) и в 1898 году членом-учредителем Берлинского сецессиона, который возник в знак протеста против немецкого академического искусства. После распада сецессиона в 1913 году он вместе с Максом Либерманом, Максом Слефогтом и другими присоединился к Свободному сецессиону, кроме того, он был членом Немецкого союза художников. 3 сентября 1933 года Моссон скончался в Берлине.

## Галерея

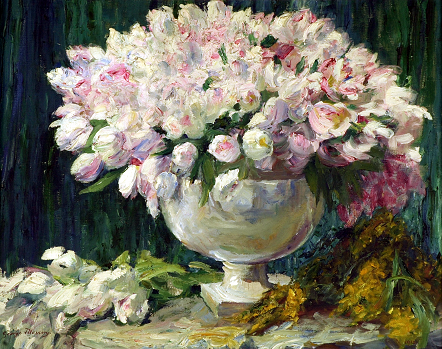
Ваза с тюльпанами, 1912
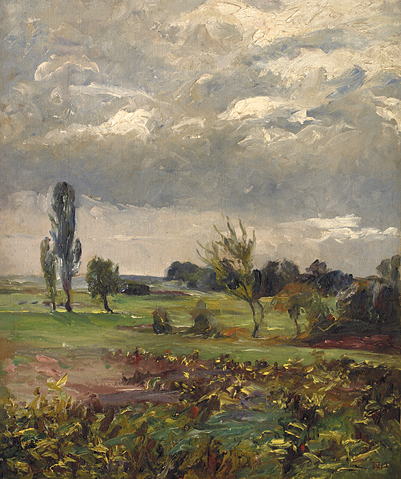
Märkische Landschaft, 1915
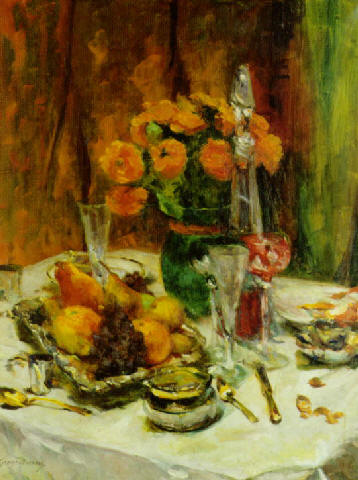
Интерьер с накрытым столом с бокалами для шампанского, фруктами и летними астрами, 1919
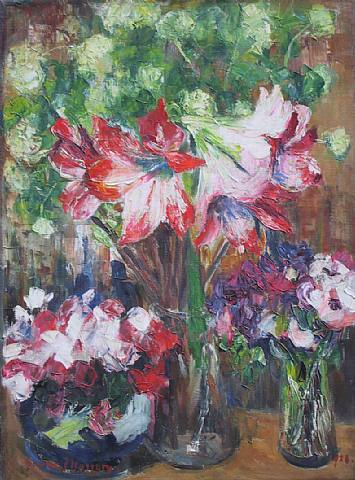
Цветочный натюрморт с амариллисами, 1928
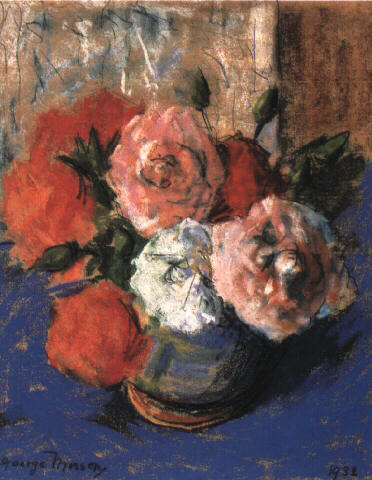
Ваза с розами, 1932